# Comissió General de Secretaris d'Estat i Subsecretaris
La Comissió General de Secretaris d'Estat i Sotssecretaris és un òrgan de col·laboració i suport al Govern d'Espanya. S'encarrega d'estudiar i preparar els afers que se sotmeten a deliberació en els Consells de Ministres, sense dret a adoptar decisions o acords per delegació del Govern.

## Composició
Com el seu nom indica, està composta pels Secretaris d'Estat i els Subsecretaris dels diferents Ministeris.
La seva presidència correspon a un Vicepresident del Govern, o si escau, al Ministre de la Presidència; mentre que la secretaria de la comissió correspon al Subsecretari de la Presidència.

## Funcions
Aquesta Comissió s'encarrega de la preparació i estudi de les qüestions a tractar en les sessions del Consell de Ministres, sense dret a adoptar decisions o acords per delegació del Govern. El procediment és el següent:
1. Durant la reunió, realitzada els dimecres, cada ministeri presenta una llista del que, a la seva semblar, s'ha d'examinar en el Consell de Ministres, realitzant els «índexs parcials». El conjunt d'índexs parcials es denomina índex negre.
2. Es realitza l'ordre del dia definitiu organitzant els punts del dia en dos grups:
  1. Índex verd: es compon dels assumptes informats favorablement per la Comissió General de Secretaris d'Estat i Subsecretaris. Serà el primer ordre del dia del Consell de Ministres.
  2. Índex vermell: està compost pels assumptes que s'han de sotmetre a especial deliberació en el Consell de Ministres. Serà el segon ordre del dia.